# Acanthogonatus fuegianus
Acanthogonatus fuegianus är en spindelart som först beskrevs av Simon 1902.  Acanthogonatus fuegianus ingår i släktet Acanthogonatus och familjen Nemesiidae. Inga underarter finns listade i Catalogue of Life.